# SsangYong New Actyon
SsangYong New Actyon  — компактный кроссовер от корейского концерна SsangYong Motor Company, построенный на собственной платформе и созданный как для внутреннего южнокорейского, так и для экспортных рынков. Прототип демонстрировался в 2008 году на Парижском автосалоне как SsangYong C200 Concept, в Корее автомобиль известен как SsangYong Korando C. В России сборку организовали на производственных мощностях предприятия «Соллерс-Дальний Восток» во Владивостоке в начале 2011 года.

## SsangYong C200 Concept
Впервые будущий New Actyon был представлен на международном автошоу в Париже в 2008 году как SsangYong C200 Concept. Планировалось, что в серийное производство кроссовер пойдёт с 2-литровым дизельным двигателем, 6-ступенчатой МКПП и только в полноприводном исполнении. Длина-ширина-высота прототипа равны соответственно 4400, 1810 и 1685 мм, колёсная база — 2640 мм.
Серийную версию SsangYong C200 Concept планировали представить осенью 2009 года на автошоу во Франкфурте, однако, из-за финансовых трудностей (подробнее см. SsangYong) сроки запуска кроссовера в серийное производство были пересмотрены>.

## SsangYong Korando C
В начале мая 2010 года на международном автосалоне в Пусане была представлена серийная версия концепта C200 для внутреннего южнокорейского рынка, где автомобиль получил наименование Korando C (в честь популярной в минувшие годы модели SsangYong Korando). Было заявлено, что в стиле этого кроссовера будут выполнены все новые автомобили производителя ближайших лет. Тогда же стало известно, что SsangYong Korando C 2011 модельного года получит дизельный двигатель с системой питания типа Common Rail.

## SsangYong New Actyon 2011
Мировая премьера экспортной версии кроссовера Korando C состоялась на Московском автосалоне в конце августа 2010 года. На российском рынке автомобиль продаётся как SsangYong New Actyon Модель C210. После старта продаж этой модели российские дилеры SsangYong перестали принимать заказы на кроссовер Actyon.
На российском рынке кроссовер доступен как в передне-, так и в полноприводном исполнении, с 6-ступенчатыми механической или автоматическими коробками передач HPT 6A/T (для бензинового двигателя) и DSI 6A/T (для дизельного двигателя). На первом этапе производства New Actyon получил 2-литровый турбодизель 200XDi с наддувом с изменяемой геометрией, с 2011 года доступен вариант с бензиновым двигателем G20DF.

## Производство в России
В ходе презентации SsangYong New Actyon на автошоу ММАС-2010 генеральный директор концерна Sollers Вадим Швецов заявил, что сборка этого автомобиля из южнокорейских машинокомплектов будет налажена на мощностях предприятия «Соллерс-Дальний Восток» во Владивостоке в декабре 2010 года. Первые товарные экземпляры SsangYong New Actyon на нашем рынке появились в начале 2011 года.